# Бейлі (округ, Техас)
Шаблон:StateAbbr_ 34°04′ пн. ш. 102°50′ зх. д. / 34.07° пн. ш. 102.83° зх. д.
О́круг Бе́йлі (англ. Bailey County) — округ (графство) у штаті Техас, США. Ідентифікатор округу 48017.

## Історія
Округ утворений 1876 року.

## Демографія
За даними перепису 2000 року загальне населення округу становило 6594 осіб, зокрема міського населення було 4383, а сільського — 2211. Серед мешканців округу чоловіків було 3229, а жінок — 3365. В окрузі було 2348 домогосподарств, 1778 родин, які мешкали в 2738 будинках. Середній розмір родини становив 3,28.
Віковий розподіл населення поданий у таблиці:
| Стать    | До 15 років | 15-21 | 22-29 | 30-39 | 40-49 | 50-65 | 65-85 | Понад 85 |
| -------- | ----------- | ----- | ----- | ----- | ----- | ----- | ----- | -------- |
| Чоловіки | 816         | 368   | 275   | 417   | 431   | 494   | 389   | 39       |
| Жінки    | 828         | 345   | 290   | 399   | 435   | 492   | 488   | 88       |

## Суміжні округи
- Пармер — північ
- Лемб — схід
- Кокран — південь
- Рузвельт, Нью-Мексико —  захід (Гірський час)
- Каррі, Нью-Мексико —  північний захід (Гірський час)

## Виноски
1. ↑  U.S. Decennial Census. United States Census Bureau. Архів оригіналу за 26 квітня 2015. Процитовано 19 квітня 2015.
2. ↑  Texas Almanac: Population History of Counties from 1850–2010 (PDF). Texas Almanac. Архів оригіналу (PDF) за 26 лютого 2015. Процитовано 19 квітня 2015.
3. ↑  State & County QuickFacts. United States Census Bureau. Архів оригіналу за 6 липня 2011. Процитовано 8 грудня 2013. [Архівовано 2011-10-18 у Wayback Machine.](англ.) Наведено за англійською вікіпедією.
4. ↑  American FactFinder. Бюро перепису населення США. Архів оригіналу за 26 лютого 2012. Процитовано 31 січня 2008. [Архівовано 2008-05-21 у Wayback Machine.]

| США | Це незавершена стаття з географії США. Ви можете допомогти проєкту, виправивши або дописавши її. |